# 維赫沃斯季夫
51°43′33″N 31°23′3″E / 51.72583°N 31.38417°E
維赫沃斯季夫（烏克蘭語：Вихвостів），是烏克蘭北部的村莊，隸屬切爾尼希夫州的切爾尼希夫區。該村面積6.06平方公里，海拔高度126米，2006年人口864，人口密度每平方公里142.57人。